# Afrocamilla danielssoni
Afrocamilla danielssoni är en tvåvingeart som beskrevs av Barraclough 1998. Afrocamilla danielssoni ingår i släktet Afrocamilla och familjen gnagarflugor. Inga underarter finns listade i Catalogue of Life.